# Donja Rečica
Donja Rečica (izvirno srbsko Доња Речица) je naselje v Srbiji, ki upravno spada pod Občino Prokuplje; slednja pa je del Topliškega upravnega okraja.

## Demografija
V naselju živi 337 polnoletnih prebivalcev, pri čemer je njihova povprečna starost 47,8 let (44,7 pri moških in 51,5 pri ženskah). Naselje ima 141 gospodinjstev, pri čemer je povprečno število članov na gospodinjstvo 2,79.
To naselje je, glede na rezultate popisa iz leta 2002, večinoma srbsko, a v času zadnjih treh popisov je opazno zmanjšanje števila prebivalcev.
|  |

| Demografija | Demografija     | Demografija     |
| Leto        | Št. prebivalcev | Št. prebivalcev |
| ----------- | --------------- | --------------- |
|             |                 |                 |
|             |                 |                 |
|             |                 |                 |
|             |                 |                 |
| 1948        | 838             |                 |
| 1953        | 868             |                 |
| 1961        | 820             |                 |
| 1971        | 699             |                 |
| 1981        | 590             |                 |
| 1991        | 491             | 490             |
| 2002        | 398             | 394             |
|             |                 |                 |

| Etnična sestava po popisu iz leta 2002 | Etnična sestava po popisu iz leta 2002 | Etnična sestava po popisu iz leta 2002 | Etnična sestava po popisu iz leta 2002 | Etnična sestava po popisu iz leta 2002 |
| -------------------------------------- | -------------------------------------- | -------------------------------------- | -------------------------------------- | -------------------------------------- |
| Srbi                                   | Srbi                                   |                                        | 374                                    | 94,92%                                 |
| Romi                                   | Romi                                   |                                        | 15                                     | 3,80%                                  |
| Neznano                                | Neznano                                |                                        | 4                                      | 1,01%                                  |